# 敦睦遠航訓練支隊
中華民國海軍敦睦遠航訓練支隊，簡稱敦睦支隊，又稱敦睦艦隊，是中華民國海軍每年度例行性的任務性編組支隊，最主要目的是遠洋航行訓練，提供海軍官校正期班學生於四年級下學期的實習課程開設，次要目的為軍事外交，由少將艦隊長代表中華民國總統與全體中華民國國軍官兵訪問各邦交國正副元首、且模擬於邦交國戰爭時協助撤離當地僑民。
敦睦支隊編制由三艘軍艦組成，目前以磐石號油彈補給艦當旗艦，再加上成功級巡防艦與康定級巡防艦各一艘，除此之外，還有海軍儀隊、海軍軍樂隊、海軍軍官學校學生鼓號樂隊及海軍陸戰隊莒拳隊隨行。

## 參訪历史
| 年度 | 支隊長           | 訪問國家或地區 | 備註 |
| ---- | ---------------- | --- | --- |
| 1953 |                  | 菲律賓 | |
| 1965 |                  | 美屬琉球 | |
| 1966 |                  | 日本琉球（因颱風避風意外靠泊）、 （因發生政變而沒有到訪）                                                         | |
| 1967 | 郭勳景少將       | 、 關島、 日本琉球、 菲律賓                                                                                       | |
| 1968 | 劉作柄少將       | 關島、 美国中途島、 日本琉球                                                                                      | |
| 1969 | 劉定邦少將       | 泰國、 新西兰、 菲律賓                                                                                            | |
| 1970 | 楊松泉少將       | 泰國、 菲律賓、 日本琉球                                                                                          | |
| 1971 | 劉和謙少將       | 、 關島、 日本琉球、 美国夏威夷                                                                                   | 海官36年班 |
| 1972 | 袁昌炎少將       | 日本、 關島 | |
| 1973 | 沈鐸少將         | 越南共和国、 新加坡、 菲律賓、                                                                                    | |
| 1974 | 黃希賢少將       | 新加坡、 泰國、 菲律賓、                                                                                          | 海官39年班 |
| 1975 | 李恆彰少將       | 新加坡、 關島 | 海官40年班 |
| 1976 | 郝德雲少將       | 新加坡、 | 海官40年班 |
| 1977 | 任敬吾少將       | 關島、 美国夏威夷                                                                                                 | 海官40年班 |
| 1978 | 林同錦少將       | 新加坡、 | 海官40年班 |
| 1979 | 何炳銳少將       | 新加坡 | 海官41年班 |
| 1980 | 莊銘耀少將       | | 海官41年班 |
| 1981 | 梁純錚少將       | 新加坡、 南非 | 海官40年班 |
| 1982 | 蕭楚喬少將       | 新加坡、 沙烏地阿拉伯                                                                                             | 海官39年班 |
| 1983 | 雷天霖少將       | | 海官42年班 |
| 1984 | 王鶴樓少將       | 所罗门群岛 | 海官43年班 |
| 1985 | 顧崇廉少將       | 新加坡、 南非 | 海官43年班 |
| 1986 | 仝利民少將       | 新加坡、韓國 | 海官45年班 |
| 1987 | 韓德安少將       | 諾魯、所羅門群島                                                                                                  | 海官44年班 |
| 1988 | 周正義少將       | 新加坡 | 海官47年班 |
| 1989 | 吳子房少將       | 南非、新加坡 | 海官48年班 |
| 1990 | 李昆材少將       | 斐濟、印尼、新加坡                                                                                                | 海官52年班 |
| 1991 | 沈方祥少將       | 印尼、新加坡、韓國                                                                                                | 海官53年班 |
| 1992 | 李傑少將         | 印尼、南非、新加坡                                                                                                | 海官52年班 |
| 1993 | 甘克強少將       | 諾魯、所羅門群島、斐濟、東加、印尼、新加坡、馬來西亞、菲律賓                                                      | 海官54年班 |
| 1994 | 史忠義少將       | 馬來西亞 納閩島、印尼 泗水 (印尼)港、新加坡、菲律賓 馬尼拉                                                        | 分別是 DDG-925「德陽號驅逐艦」、DDG-929「紹陽號驅逐艦」和 AOE-530「武夷號油彈補給艦」                                                                          |
| 1995 | 譚明少將         | 印尼 峇里島、新加坡                                                                                               | 最後一次有老「陽」字號驅逐艦出訪，分別是 DDG-925「德陽號驅逐艦」、DDG-923「瀋陽號驅逐艦」和 AOE-530「武夷號油彈補給艦」                                        |
| 1996 | 林鎮夷少將       | 新加坡、南非 | 第一次由成功級巡防艦組成支隊出訪 |
| 1997 | 謝國榆少將       | 新加坡、南非 | 海官59年班 |
| 1998 | 張瑞帆少將       | 諾魯、所羅門群島、印尼、新加坡、馬來西亞                                                                          | 海官62年班 |
| 1999 | 陳永康少將       | 諾魯、所羅門群島、新加坡、菲律賓                                                                                  | 海官63年班 |
| 2000 | 姜龍安少將       | 馬紹爾群島、所羅門群島、新加坡、印尼                                                                              | 中和級戰車登陸艦唯一一次出訪，康定級巡防艦第一次出訪 |
| 2001 | 高廣圻少將       | 帛琉、貝里斯、馬紹爾群島、瓜地馬拉、聖克里斯多福、聖文森、宏都拉斯、多明尼加                                      | 我國海軍第一次通過巴拿馬運河 |
| 2002 | 劉俊英少將       | 諾魯、吐瓦魯、所羅門群島、帛琉、印尼、新加坡                                                                      | 海官64年班 |
| 2003 | 朱從榮少將       | 帛琉、薩爾瓦多、尼加拉瓜、格瑞那達、聖文森、多米尼克、聖克里斯多福，多明尼加、海地、巴拿馬、馬紹爾群島 海官66年班 | |
| 2004 | 王長鋭少將       | 馬來西亞(亞庇)、新加坡、斐濟、吐瓦魯、所羅門群島、馬紹爾                                                          | 海官68年班 |
| 2005 | 范寶華少將       | 帛琉、馬紹爾群島、吉里巴斯、塞內加爾、甘比亞、聖文森、多明尼加、巴拿馬                                            | 首次通過地中海和蘇伊士運河，首次環球航行 |
| 2006 | 陶東浩少將       | 帛琉、 瑙鲁、 基里巴斯、 所罗门群岛、 印度尼西亞、 马来西亚                                                       | 傳出成功級巡防艦鄭和艦在帛琉馬拉卡港錨泊時撞擊水下不明物體導致車葉受損                                                                                         |
| 2007 | 汪能安少將       | 马绍尔群岛、 所罗门群岛、 新加坡、 马来西亚                                                                       | 海官70年班 |
| 2008 | 陳新發(海軍)少將 | 馬紹爾群島、瓜地馬拉、薩爾瓦多、尼加拉瓜、宏都拉斯、貝里斯、多明尼加、巴拿馬、帛琉                                | 二度通過巴拿馬運河 |
| 2009 | 劉志斌少將       | 帛琉、 所罗门群岛、 马绍尔群岛                                                                                    | 海官73年班 |
| 2010 | 梅家樹少將       | 帛琉、 所罗门群岛、                                                                                               | 海官74年班 |
| 2011 | 唐華少將         | 帛琉、 马绍尔群岛、 所罗门群岛                                                                                    | 原有增中美洲和加勒比海地區國家，因應日本311地震取消。回程經過南海地區並登上太平島和東沙島宣示主權                                                              |
| 2012 | 胡展豪少將       | 所罗门群岛、 马绍尔群岛、 印度尼西亞                                                                              | 傳中國大陸抗議，印尼軍方要求海軍降艦艉國旗才能入港；但被國防部否認                                                                                             |
| 2013 | 李世強少將       | 马绍尔群岛、 巴拿马、 尼加拉瓜、 薩爾瓦多、                                                                       | 其中連續40天不靠岸；由於規劃上的航行最遠，實際總航行天數創下海軍史上的最遠航紀錄                                                                               |
| 2014 | 李東昉少將       | 所罗门群岛、 基里巴斯、 帛琉                                                                                      | 支隊長李東昉少將因涉及於率隊參訪期間，對所羅門群島女性官員酒後性騷擾被檢舉，於返國後遭到拔官調職，並於隔年被迫提前退伍；是第一次有敦睦支隊的支隊長被拔官的紀錄 |
| 2015 | 林育斌少將       | 所罗门群岛、 瑙鲁、 帛琉                                                                                          | 海官75年班 |
| 2016 | 胡志政少將       | 马绍尔群岛、 薩爾瓦多、 尼加拉瓜、 巴拿马                                                                         | 首度由磐石號油彈補給艦擔任旗艦 |
| 2017 | 蔣正國少將       | 所罗门群岛、 马绍尔群岛、 基里巴斯、 帛琉                                                                         | 首度由國家元首親自到場送行；亦視導擔任敦睦支隊旗艦的磐石艦，為即將出國宣慰僑胞的官兵們加油打氣。                                                               |
| 2018 | 高嘉濱少將       | 马绍尔群岛、 薩爾瓦多、 尼加拉瓜、                                                                                | 磐石艦擔任旗艦，納編成功級班超艦、康定級昆明艦 |
| 2019 | 王國強少將       | 帛琉、 马绍尔群岛、 所罗门群岛                                                                                    | 磐石艦擔任旗艦，納編成功級田單艦、康定級武昌艦 |
| 2020 | 陳道輝少將       | 帛琉 | 磐石艦擔任旗艦，納編成功級岳飛艦、康定級康定艦；因發生染疫事件，是第二次有敦睦支隊的支隊長被拔官的紀錄，但後官復原職。                                         |
| 2023 | 朱惠民少將       | 帛琉 马绍尔群岛                                                                                                   | 磐石艦擔任旗艦，納編成功級班超艦、康定級承德艦 |
| 2024 | 王田耀宗少將     | 帛琉、 马绍尔群岛                                                                                                 | 磐石艦擔任旗艦，納編成功級成功艦、康定級迪化艦海官82年班 |
| 2025 | 劉岱瑞少將       | 、 马绍尔群岛、 帛琉                                                                                              | 磐石艦擔任旗艦，納編成功級鄭和艦、康定級武昌艦海官83年班 |

## 圖片集

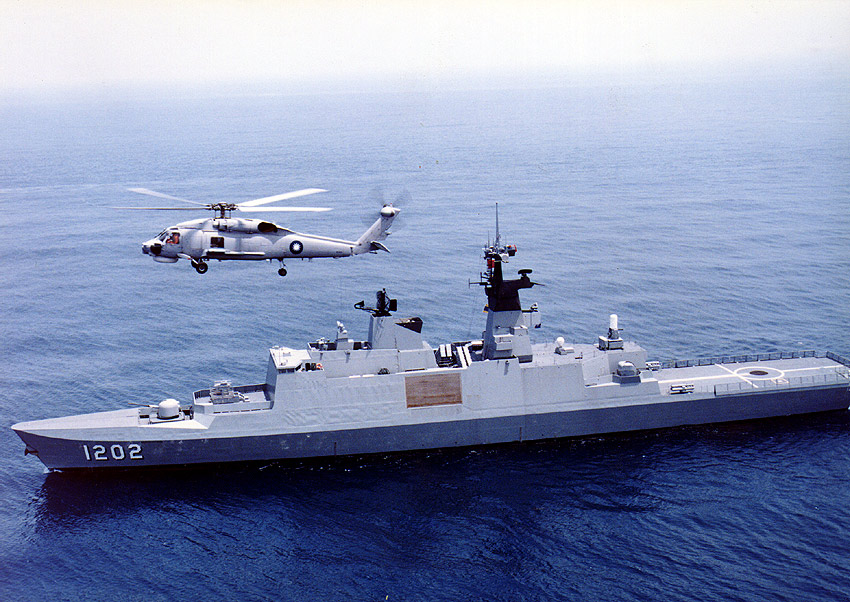
康定級巡防艦（拉法葉艦、康定號巡防艦）
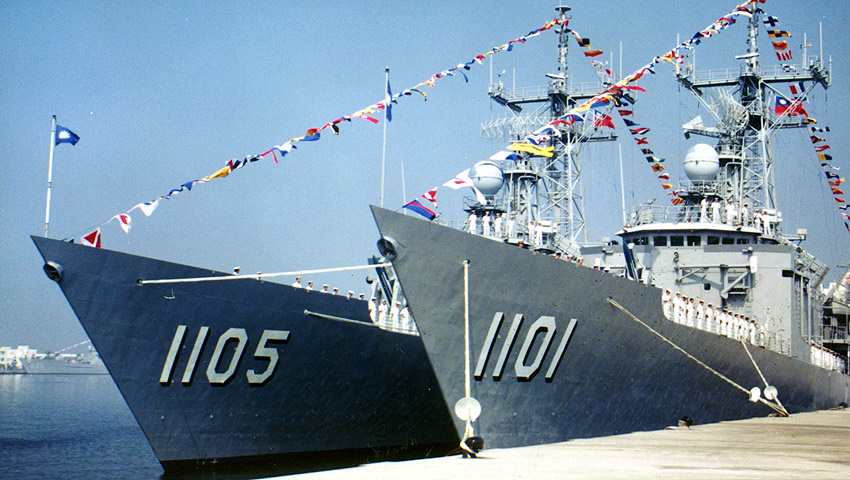
成功級巡防艦（繼光號巡防艦、成功號巡防艦）
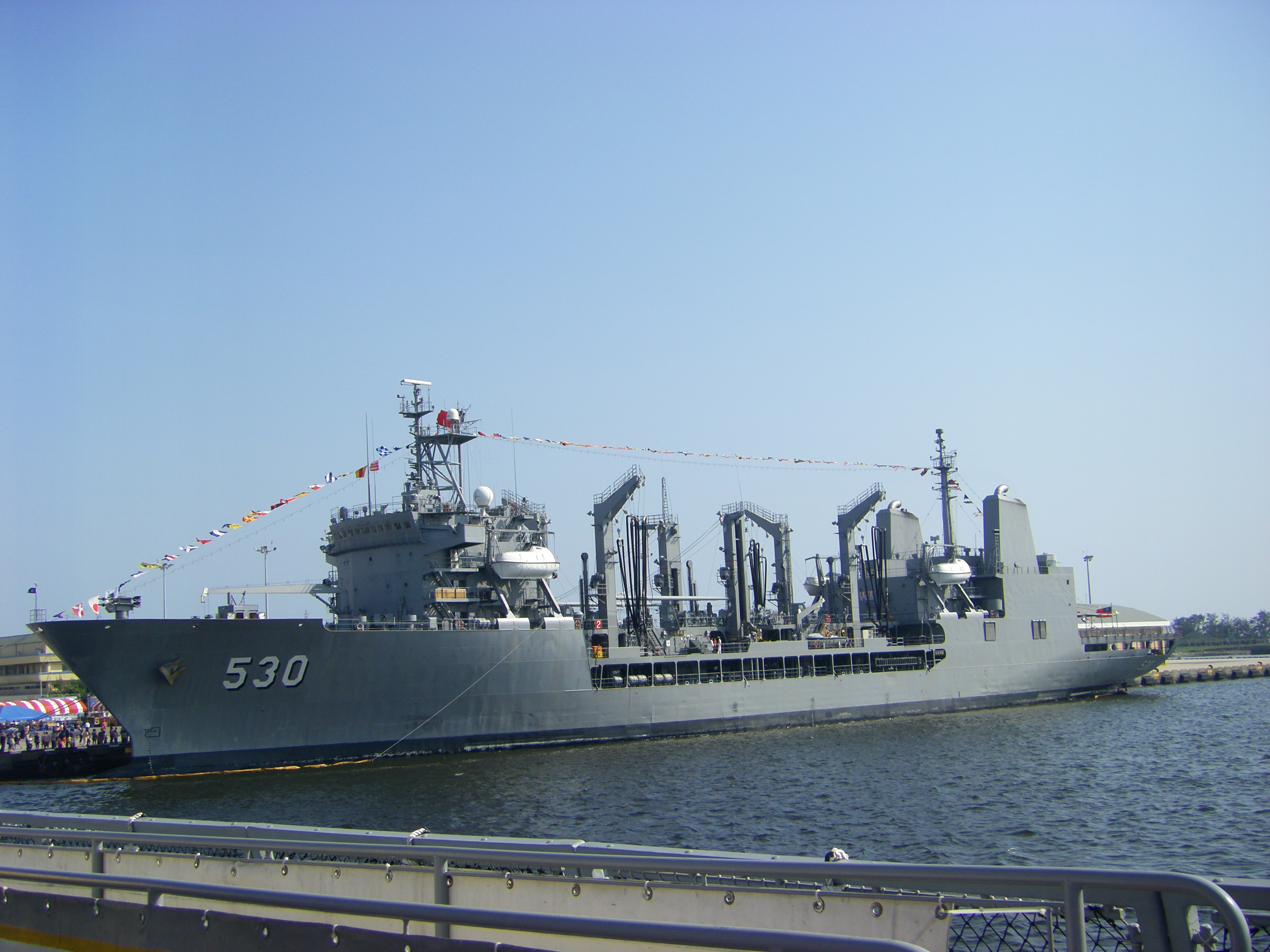
武夷號油彈補給艦
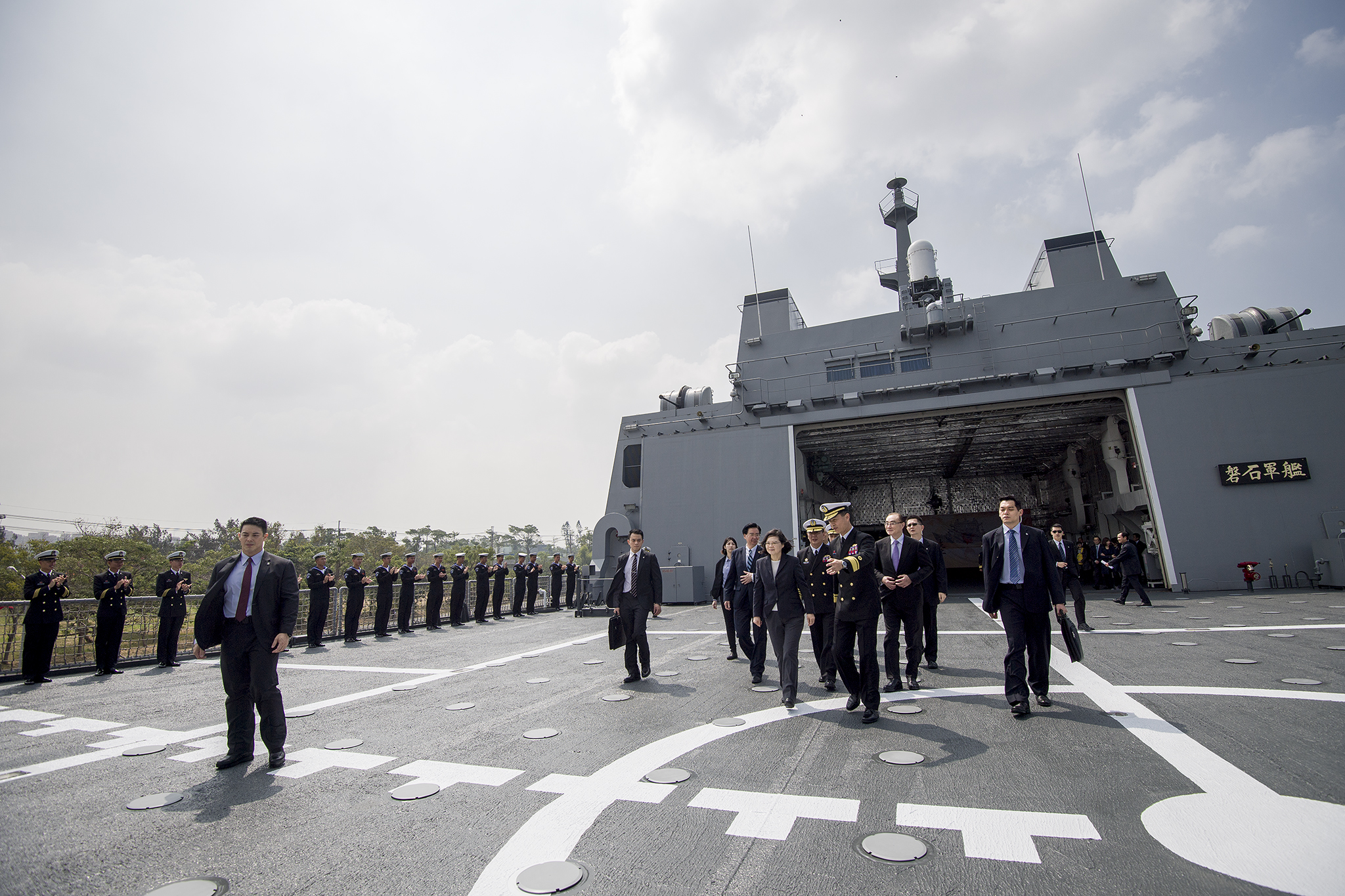
中華民國總統蔡英文親臨磐石號油彈補給艦，送行2017年敦睦支隊

## 疫情事件
在COVID-19防疫時期，敦睦艦隊於2020年3月按往例由國防部呈案總統核准出訪當時疫情數據零確診之友邦帛琉，並於3月12日至15日停靠帛琉執行敦睦行程，回程於公海航行24天。4月9日返台停靠左營軍港，執行剩餘6天的隔離期限（為符合返港前30日以上未有額外登岸情形，以及船員經測量後初判身體無異狀，可以不需要原船檢疫之規定），於4月15日自左營軍港下船。艦上官兵自4月初起出現頭痛、上呼吸道腫痛、流鼻水、咳嗽、嗅覺異常等症狀，而後發現有確診2019冠狀病毒病之情形。。對此，帛琉政府認為“敦睦支隊染疫官兵在帛琉受感染的可能性很低，但將加強進行檢測，也呼籲帛琉民眾勤洗手”。中華民國總統蔡英文隨後對此事道歉。
根據中央流行疫情指揮中心嚴重特殊傳染性肺炎記者會，2020年4月18日至5月4日累計確診共36例，無死亡案例。感染源待釐清。